# Fra i due litiganti il terzo gode (Sarti)
Fra i due litiganti il terzo gode (título original en italiano; en español, Mientras dos discuten, el tercero disfruta) es un drama jocoso en tres actos con música de Giuseppe Sarti y libreto basado en Le nozze (Las bodas) de Carlo Goldoni. El célebre libreto goldoniano, ya musicado por otros compositores, fue revisado para Sarti por un libretista del que no se sabe el nombre. Se estrenó en el Teatro alla Scala de Milán el 14 de septiembre de 1782. 
Un aria de esta ópera, Come un agnello, es famosa por haberla citado Mozart al final de Don Giovanni.

## Historia
Cuando se estrenó en La Scala, fue un gran éxito, hasta el punto de producirse bajo diferentes títulos, en otros idiomas, y en numerosas ciudades europeas. Por ejemplo, se representó como Le nozze di Dorina, que incluía arias de Giovanni Battista Viotti, para la inauguración del Théâtre de Monsieur en París el 6 de enero de 1791. La obra también acumuló música compuesta por Pasquale Anfossi, Antonio Salieri, y Stephen Storace además de la del propio compositor.

## Personajes
| Personaje                                                      | Tesitura | Reparto del estreno, 14 de septiembre de 1782 (Director: desconocido) |
| -------------------------------------------------------------- | -------- | --------------------------------------------------------------------- |
| Conde Belfiore                                                 | bajo     | Giovanni Marliani                                                     |
| Condesa Belfiore                                               | soprano  | Angela Marzorati                                                      |
| Masotto, mayordomo del conde y la condesa, enamorado de Dorina | tenor    | Antonio Palmini                                                       |
| Dorina, una criada                                             | soprano  | Nancy Storace                                                         |
| Titta, criado del conde, también enamorado de Dorina           | barítono | Francesco Benucci                                                     |
| Mingone, el jardinero, enamorado también de Dorina             | tenor    | Giuseppe Lolli                                                        |
| Livietta, criada de la condesa                                 | soprano  | Vittoria Moreschi Balzani                                             |

## Argumento
La ópera tiene una historia parecida a la de Las bodas de Fígaro de Mozart, implicando complejas intrigas entre una pareja de celosos y enojados aristócratas y sus criados.